# Matti Ritola
Matti Ritola, född 1 januari 1902 och död 4 maj 1967, var en finländsk vinteridrottare som var aktiv inom längdskidåkning under 1920-talet. Han medverkade vid Olympiska vinterspelen 1924 i längdskidåkning 18 km, han kom på elfte plats. 